# Yacas
Yacas – program typu CAS (wspomagający obliczenia symboliczne) o otwartym źródle, rozprowadzany na licencji GPL. Nazwa jest akronimem od słów Yet Another Computer Algebra System.
Yacas potrafi wykonać symboliczne różniczkowanie i całkowanie, pozwala operować na listach i słownikach (ang. hash table) oraz definiować znane z języków funkcyjnych funkcje czyste (ang. pure functions).
Yacas działa w oparciu o zbliżony do Lispu język programowania, co pozwala użytkownikowi implementować własne algorytmy obliczeniowe.
Po uruchomieniu programu instrukcje wprowadza się z wiersza poleceń. Program obsługuje wejście i wyjście w standardzie ASCII oraz OpenMath. Możliwa jest praca w trybie wsadowym.